# Ferruccio Laviani

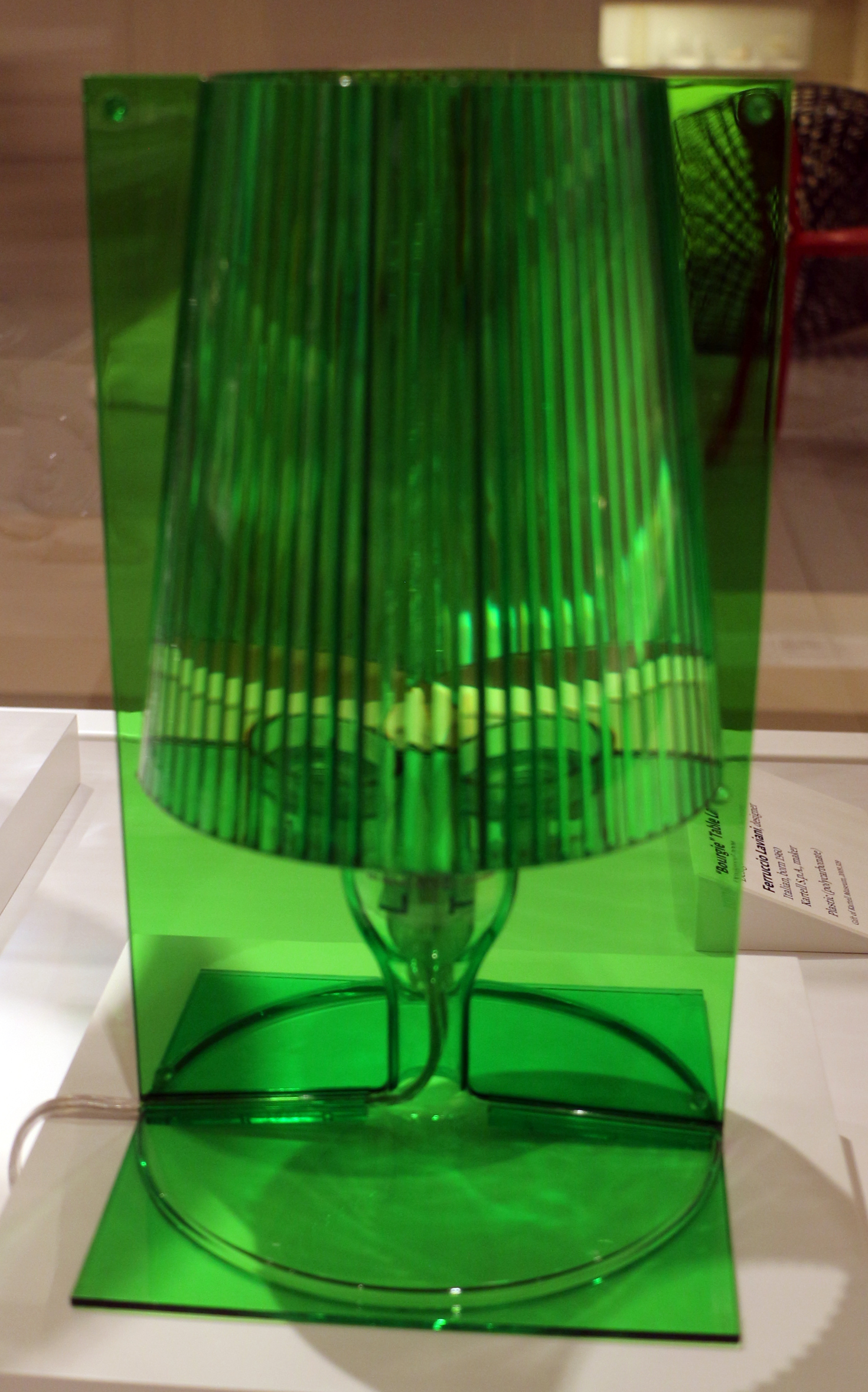
Take Lamp, für Kartell, 2003

Ferruccio Laviani (* 1960 in Cremona, Italien) ist ein italienischer Architekt und Designer.

## Leben
Laviani begann in seiner Heimatstadt das Handwerk des Geigenbauers zu lernen, brach die Lehre jedoch nach einem Jahr ab. Er ging nach Mailand, um dort am Polytechnikum Mailand Architektur und Design zu studieren. Zu seinen Professoren zählten unter anderen Achille Castiglioni, Marco Zanuso und Ettore Sottsass. Sein Diplom erhielt er im Jahre 1986. Bereits in den Jahren vorher hatte er seit 1983 für den Designer Michele De Lucchi gearbeitet und wurde 1986 dessen Partner, bevor er sich 1991 selbständig machte.
Im selben Jahr hatte Laviani seinen ersten Erfolg beim Salone internazionale del mobile mit der Planung und Gestaltung des Auftritts der italienischen Möbelfirma Kartell. Für Kartell war er in den Folgejahren bei den Messeauftritten weiter tätig. Er entwickelte 2000 die Deckenleuchte Fly für die Messe. 2015 entstand für Kartell die LED-Nachttischleuchte Battery, die über USB-Kabel wieder aufgeladen werden kann, und die Stehlampe Kabuki. Weitere bekannte Modelle Lavianis für Kartell sind der Tisch auf Rollen Max und die Lampe Bourgie. Für die italienische Foscarini SRL schuf er unter anderem die Leuchte Orbital.
Laviani lebt mit seiner Familie mitten in der Stadt Mailand und arbeitet dort auch mit seinen insgesamt zwölf Architekten und Designern.